# Базар (Тернопольская область)
База́р (укр. Базар) — село в Белобожницкой сельской общине Чортковского района Тернопольской области Украины.
Население по переписи 2001 года составляло 994 человека. Почтовый индекс — 48533. Телефонный код — 3552.

## Известные жители и уроженцы
- Владимир Маланчук (1904—1990) — грекокатолический епископ, экзарх Франции.